# Grane, Drôme
Grâne este o comună în departamentul Drôme din sud-estul Franței. În 2009 avea o populație de 1.730 de locuitori.

## Evoluția populației
| An        | 1975  | 1982  | 1990  | 1999  | 2006  | 2009  |
| --------- | ----- | ----- | ----- | ----- | ----- | ----- |
| Populație | 1.011 | 1.183 | 1.384 | 1.567 | 1.680 | 1.730 |